# Саут Солт Лејк (Јута)
Саут Солт Лејк (енгл. South Salt Lake) град је у америчкој савезној држави Јута.

## Демографија
По попису из 2010. године број становника је 23.617, што је 1.579 (7,2%) становника више него 2000. године.
| Група             | 2000.          | 2010.          |
| Белци             | 14.476 (65,7%) | 13.344 (56,5%) |
| Афроамериканци    | 642 (2,9%)     | 1.038 (4,4%)   |
| Азијати           | 584 (2,6%)     | 1.184 (5,0%)   |
| Хиспаноамериканци | 4.932 (22,4%)  | 6.869 (29,1%)  |
| Укупно            | 22.038         | 23.617         |